# Don't Turn Me Away
Don't Turn Me Away is een single van 10cc. Het is afkomstig van hun album Ten out of 10.
Het lied gaat over een echtelijke ruzie. De zanger constateert dat zijn partner een probleem heeft; dat probleem kan alleen opgelost worden als ze er samen over praten (making up will only take a minute). B-kant was Tomorrow's World Today, dat niet op het album stond.

## Musici
- Eric Stewart – zang, achtergrondzang, gitaar, piano, stringsynthesizer
- Graham Gouldman – basgitaar, achtergrondzang, slaggitaar
- Vic Emerson - stringsynthesizer
- Paul Burgess – slagwerk
- Lenni Crookes – saxofoon

## Hitnotering
De single was weinig succesvol; het haalde in Nederland slechts de tipparade van de Nederlandse Top 40. In de Single Top 100 stond het plaatje op 26 december 1981 op de 49e plaats; een week later op de 47e; de week daarop was ze verdwenen uit de lijst.
Graham Gouldman · Eric Stewart · Kevin Godley · Lol Creme

Paul Burgess · Rick Fenn · Stuart Tosh · Duncan Mackay · Tony O'Malley